# Лайнцерський зоопарк
Лайнцер Тіргартен (нім. Lainzer Tiergarten) — заповідник в Австрії, що розташовується на околиці Відня. Він має площу в 24,50 км², приблизно 80 % якої покрито лісом. Лайнцер Тіргартен відкритий для вільного відвідування.

## Назва
Назва походить від району Лайнц всередині Гітцінга, 13-го адміністративного району Відня, і слова Tiergarten, що означає «зоопарк» (букв. «Сад звірів»).

## Географія
Велика частина заповідника розташована в районі Гітцінг, в межах Відня, але невелика частина відноситься до Лаб-ім-Вальде в Нижній Австрії. Протягом довгих років заповідник був популярною зоною відпочинку віденців і гостей австрійської столиці. У Лайнцер Тіргартен природне розмаїття ідеально з'єдналося з національною культурною спадщиною. Мальовничі природні ландшафти і багатства флори і фауни поєднуються тут з історико-культурними експозиціями комплексу Вілла Гермес (Hermesvilla).
Загальна площа заповідника — 2,5 тис. га; велика частина території припадає на частку лісових угідь. Район Тіргартен розміщений у прикордонній кліматичній зоні. Влітку тут досить жарко, і в східній частині природного парку опадів небагато. Різниця температур між східною і західною зонами заповідника становить близько 9 градусів.

## Історія парку
Перша згадка про мисливський ліс в цих краях зустрічається в документах 1270 року. З 1561 році заповідник був обгороджений. Спеціально для імператорської сім'ї навколо угідь було побудовано 22 км огорожі. Своїх сьогоднішніх розмірів Лайнцер Тіргартен досяг в 1782-87 рр. У 80-ті роки XIX ст. була побудована «Гермесвілла». З 1919 року парк Тіргартен відкрили для вільного відвідування.
У післявоєнний період велася інтенсивна безконтрольна вирубка лісової зони заповідника. Популяції диких тварин Лайнцер Тіргартена були на межі вимирання. Старіла і руйнувалася вілла Гермес. З 1952 року парк почали відновлювати. Під керівництвом Віденського лісництва була відремонтована Hermesvilla. З 1974 року були відновлені вільні відвідування парку.

## Парк сьогодні
Сьогодні в Лайнцер Тіргартен діють дві природні стежки, що ведуть попід ліс. В ході подорожей по парку можна отримати багато цікавої інформації про його жителів і місця їхнього існування. У букових і дубових гаях Тіргартена живуть 94 види птахів, кажани, комахи (серед них — рідкісний жук-олень).
Тут мешкають 15 видів рептилій і амфібій, багато різновидів ссавців. Відвідувачі приходять в парк, щоб побачити зблизька кабанів, оленів, лосів, муфлонів та ланей. Загальна чисельність копитних мешканців заповідника сьогодні перевищує дві тисячі голів. Сьогодні Лайнцер Тіргартен є домом для від 800 до 1000 кабанів, від 200 до 250 ланей, приблизно 700 муфлонів, і від 80 до 100 особин благородного оленя.
Уздовж пізнавальних маршрутів встановлені інформаційні щити з відомостями про рослинний світ і фауну Лайнцер Тіргартена.